# Metro v Budapešti
Metro v Budapešti je hlavní a páteřní sítí celé budapešťské MHD. Má čtyři linky – M1, M2, M3 a M4, které jsou v běžném hovoru nazývány spíše svými barvami – žlutá, červená, modrá a zelená. Nejstarší linka M1 se nazývá Földalatti Vasút (podzemní dráha), ostatní linky nesou název metró. Bylo otevřeno 2. května 1896 a patří mezi nejstarší podzemní dráhy na světě.

## Charakter provozu
Délka sítě je 39,4 km s 52 stanicemi. Denně metro přepraví 830 000 cestujících. V síti jsou celkem tři přestupní stanice. Linky M1, M2 a M3 se kříží ve stanici Deák Ferenc tér. Ve stanici Keleti pályudvar lze přestupovat mezi linkami M2 a M4, ve stanici Kálvin tér pak mezi M3 a M4.

## Historie

### První linka podzemní dráhy (1896–1918)

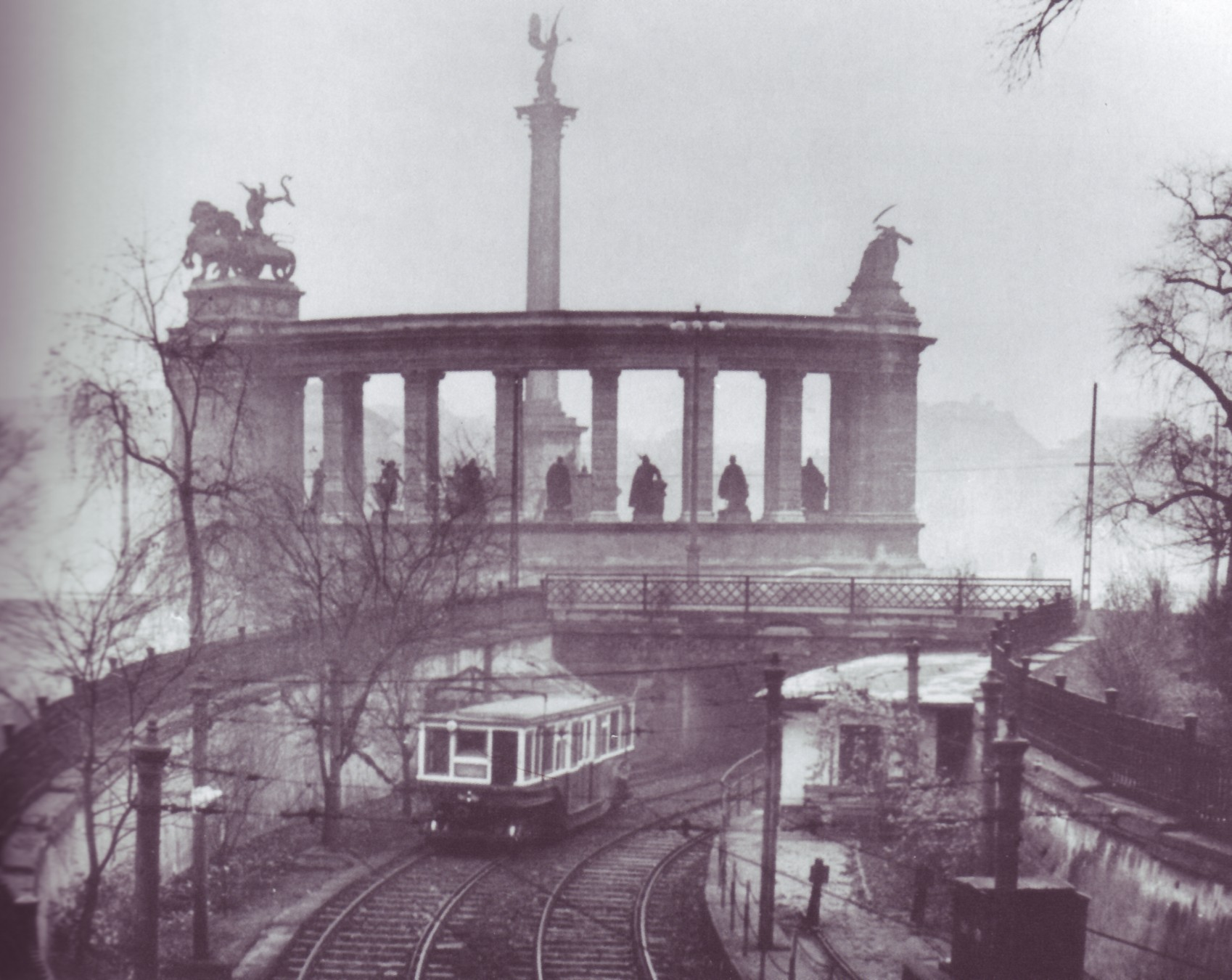
staré metro na Hősök tere

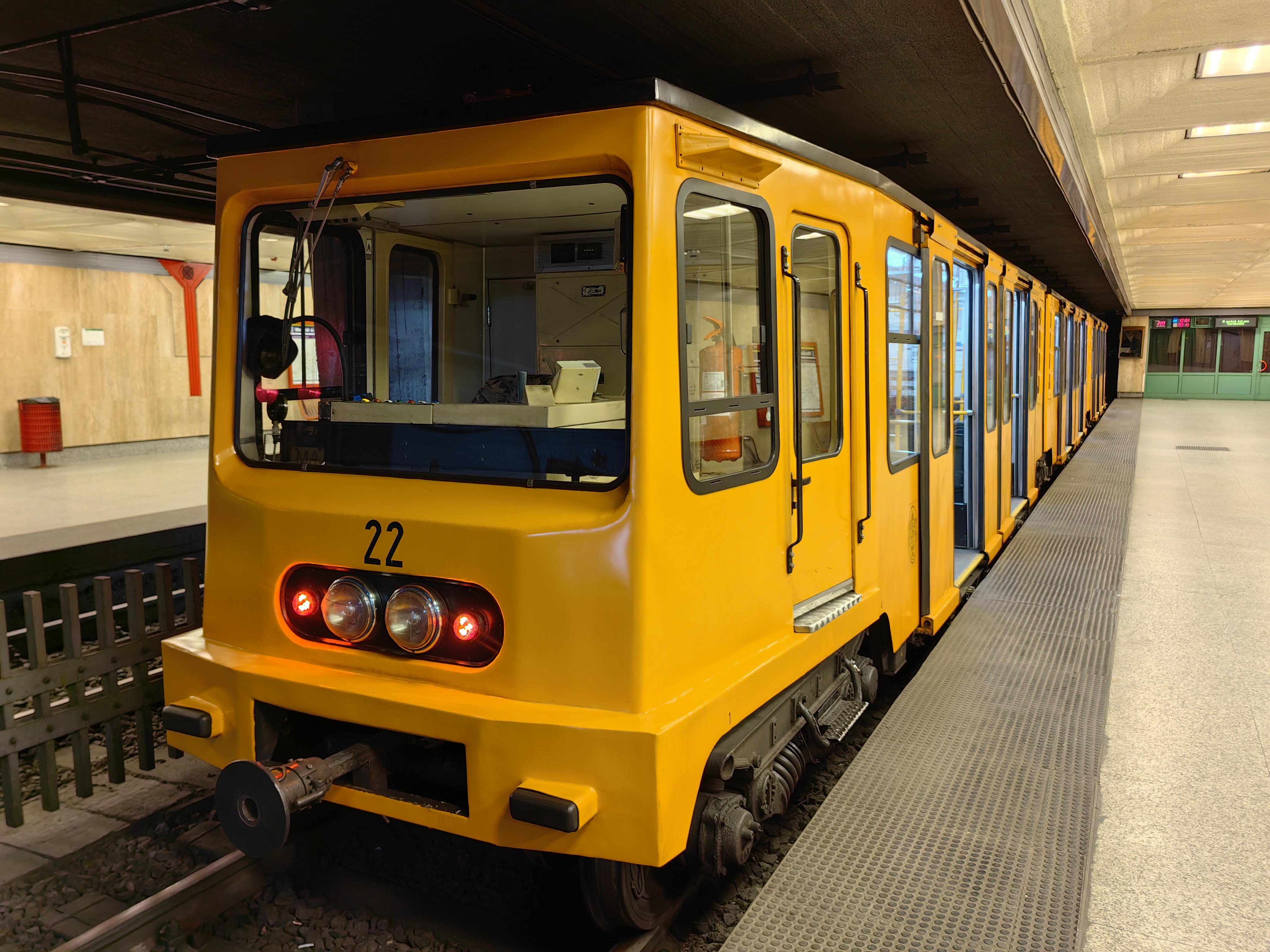
vlak podzemní dráhy Ganz z roku 1973

Nejstarší linka podzemní dráhy, obvykle nazývané Jubilejní, která však krátce po návštěvě císaře Františka Josefa I. byla pojmenována na nějakou dobu i po něm, pochází z konce 19. století. K vybudování podzemní dráhy v Budapešti vedl podobný důvod, jaký stál i u ostatních sítí podzemních drah v celém světě, a to přeplnění povrchové dopravy. Andrássyho ulice, v 19. století jedna z nejdůležitějších tepen města spojující centrum Pešti s novou zástavbou, již byla přeplněná. Řešením tedy bylo vybudování dnes druhé nejstarší podzemní dráhy na světě (po londýnském metru), vedoucí přímo pod zmíněnou Andrássyho ulicí. Linku postavila Budapešťská železniční společnost, musela však splnit nejprve tu podmínku, že podzemní dráha bude do oslav tisíciletého osídlení země Maďary v roce 1896 již v provozu.
Výstavba probíhala ohromně rychlým tempem, otevření pro veřejnost se konalo pouze po 20 měsících stavby. Napomáhaly tomu dobré geologické podmínky a nízké založení celé trasy. Magistrát si ještě během stavby kladl další podmínky, například na ztvárnění jednotlivých stanic. Linka M1 má tak díky tomu obdivuhodnou secesní výzdobu. Stanice jsou obložené bílými a hnědými obkladačkami, litinové sloupy podpírající vozovku nad nástupišti jsou ukončené dekorativními hlavami. Výstupy ven na uliční úroveň byly zastřešené z litinové příhradoviny a do doby svého odstranění působily jako jeden z charakteristických prvků metra. Do provozu se nasadily dřevěné vozy, které měly původně sloužit jako tramvajové a dodatečně byly upraveny.
Kromě posledního povrchového úseku u stanice Széchenyi fürdő byla trasa vybudována hloubením; tj. celá vznikla jako jeden výkop v ulicích. Výška troleje nad temenem kolejnice je pouhých 2,30 m. V 70. letech byla linka rekonstruována, povrchový úsek byl zahlouben, stanice Állatkert byla zrušena a trasa byla prodloužena o jednu stanici (Mexikói út) k novému depu.

### Meziválečná léta (1918–1945)
Dvacet vozidel, jež bylo do provozu nasazovaných každý den, se již koncem druhého desetiletí 20. století nacházelo ve velmi špatném technickém stavu. Jejich rekonstrukce či náhrada byla velmi naléhavá, avšak vzhledem k špatné ekonomické situaci Uherska ke konci války nebyla proveditelná. Do odstraňování válečných škod musely být vzhledem nedostatku mužů zapojeny i ženy. K úpravě vozů podzemní dráhy však nakonec došlo; byly vyměněny motory (za silnější), a také došlo k výměně dveří. Změnilo se též trakční napětí.

### Poválečné neúspěšné snahy (1945–1963)
Rozvíjející se metropole od konce druhé světové války již socialistického Maďarska potřebovala však linek podzemní dráhy více. Už v časech otevření prvních linek existovaly projekty na rozšíření a budování nových. Realizace dalších dvou, které byly vybudované pomocí sovětské techniky spolu se sovětskými odborníky, se však uskutečnila až v 60., 70. a 80. letech. Trasa M2 se začala stavět roku 1950, vzhledem k politickým rozhodnutím však byly o tři roky později práce přerušeny; pracovní síly se přesunuly na výstavbu nových panelových sídlišť a až do roku 1963 tak celá stavba stála. Tunely nedokončené trati se mezitím využívaly jako sklady.

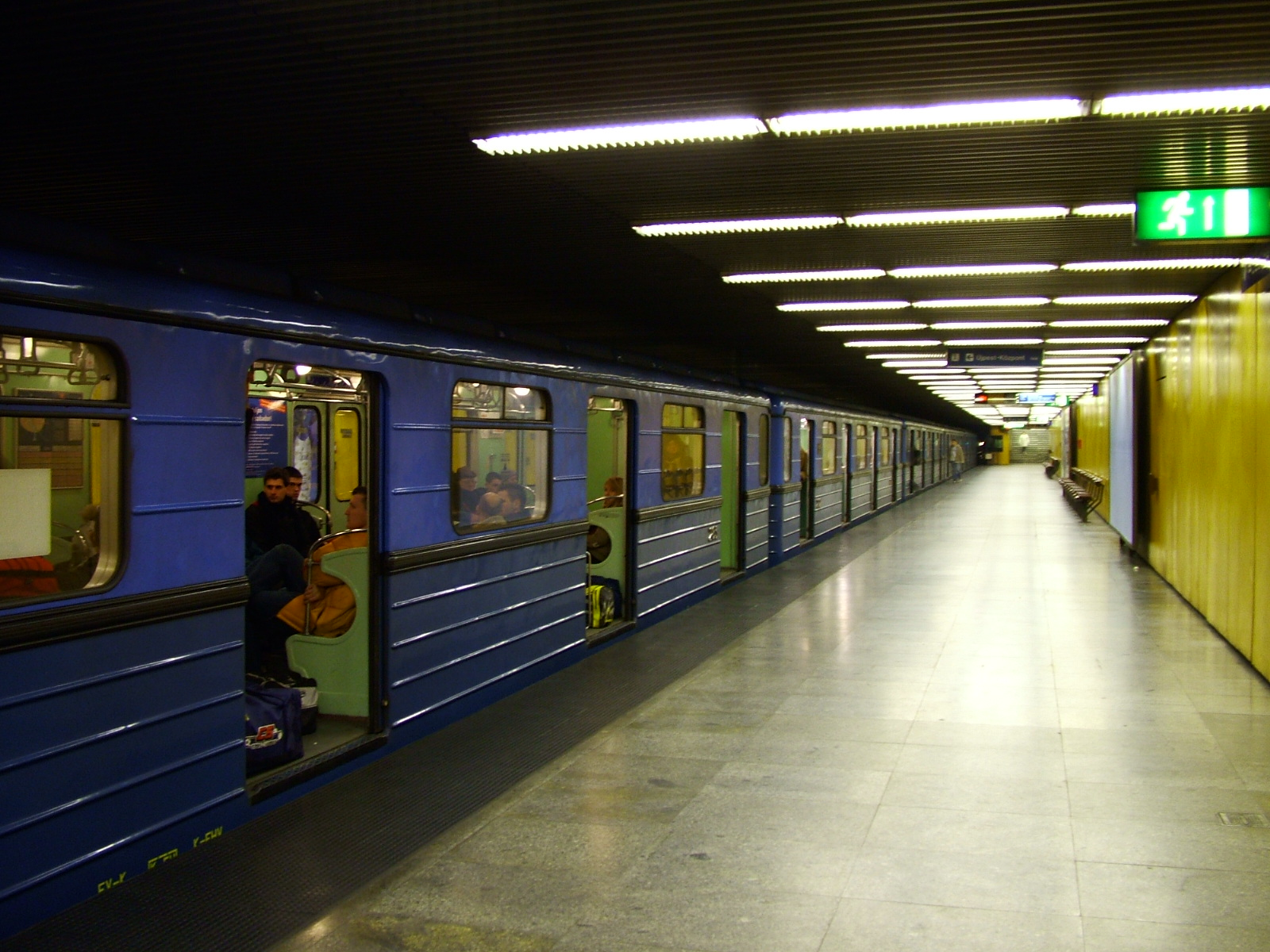
stanice Pöttyös utca na lince M3 před rekonstrukcí

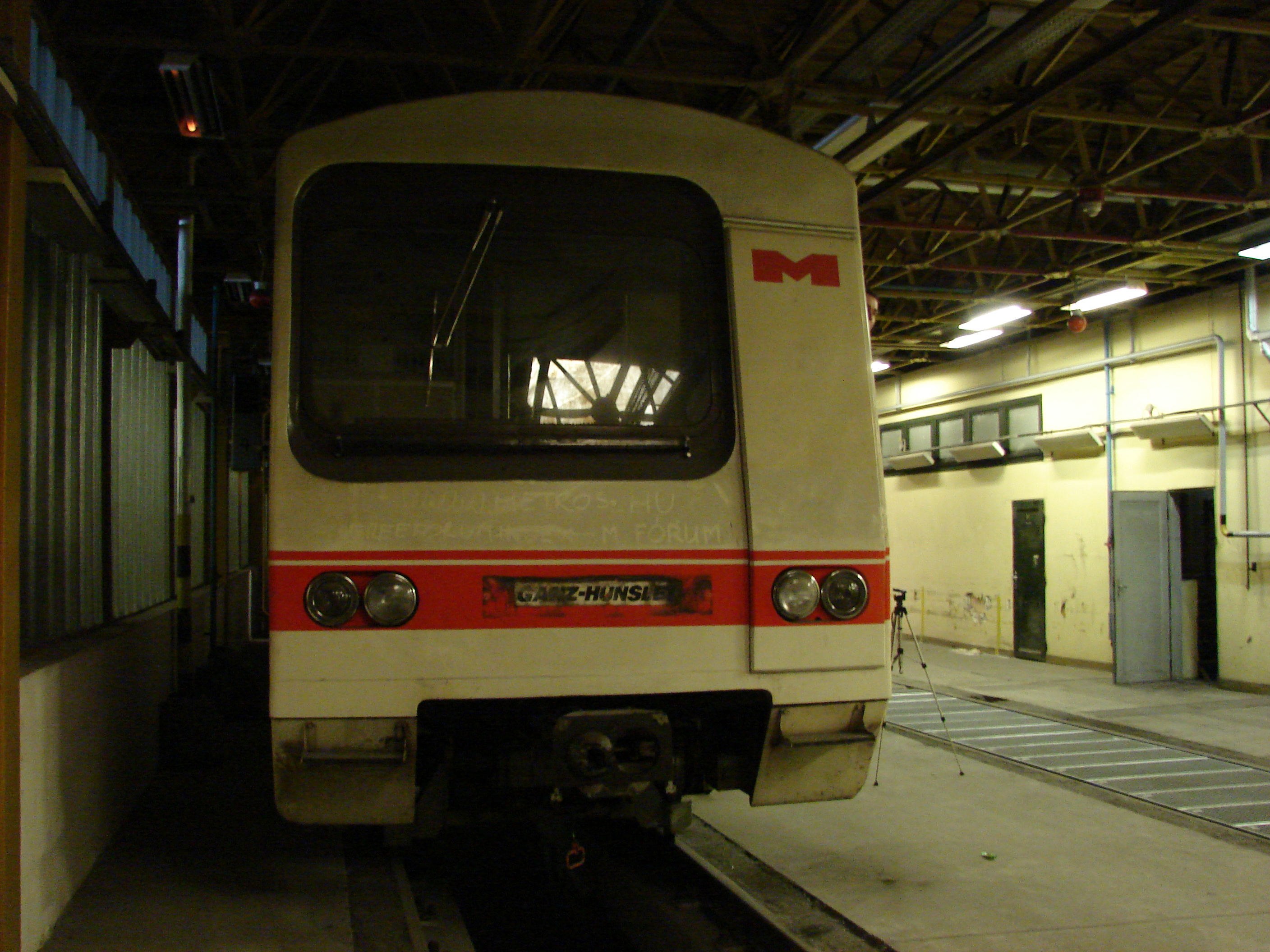
vlak typu Ganz-Hunslet G2 maďarské výroby

### Vznik dalších dvou linek a modernizace (1963–2004)
Poté, co byly projekty oprášeny, byly též i mírně upraveny – na východním konci linky přibyly dvě nové povrchové stanice. Též byla přidána i stanice Astoria, umístěná u stejnojmenného hotelu. Všechny stanice byly vyprojektovány jako podzemní, hluboko založené, ražené, kopírující do velké míry podobné stanice v SSSR.Některé stanice byly však i v mnohém odlišné – koncept klasické trojlodní stanice byl vystřídán konstrukcí pěti- až šestilodní (tzv. stanice metra budapešťského typu). Slavnostní otevření prvního úseku linky M2, která spojila centrum města a Východní nádraží (Keleti pályaudvar), se konalo 2. dubna roku 1970. O tři roky později (22. prosince 1972) byl otevřen i západní úsek do nové stanice, umístěné pod Jižním nádražím (Déli pályaudvar) a vedený pod korytem Dunaje. Ten patřil nejen mezi velmi náročné, ale také i hodně hluboko založené. A to nejen kvůli korytu veletoku, ale i náročným geologickým podmínkám.
Ve stejném roce se začalo zároveň s výstavbou třetí, severojižní a dnes nejdelší linky. První úsek se šesti stanicemi byl otevřen roku 1976 a rozšiřován postupně v letech 1980, 1981, 1984 a 1990. Zatímco se však otevíraly stále nové stanice, chátraly ty nejstarší. Stěny těch na žluté lince M1 byly pokryté špínou a černým prachem způsobeným brzděním vlaků. Postupně tak musela proběhnout rekonstrukce. Zároveň byly pořízeny nové článkové vlaky od firmy Ganz - Mávag. Každá ze stanic je dnes de facto muzeem dokumentující dobu konce 19. století. Stanice Deák Ferenc tér byla přeložena a v polovině původní stanice pak bylo zřízeno skutečné muzeum, kde jsou vystavena i historická vozidla.
Budapešťský dopravní podnik BKV převzal údržbu a provoz metra v roce 1973. Barva a číslování linek metra bylo představeno v roce 1976, když byla otevřena veřejnosti první část třetí linky. První linka dostala žlutou barvu, druhá červenou a třetí modrou.

### Nová linka a další rekonstrukce (od roku 2004)

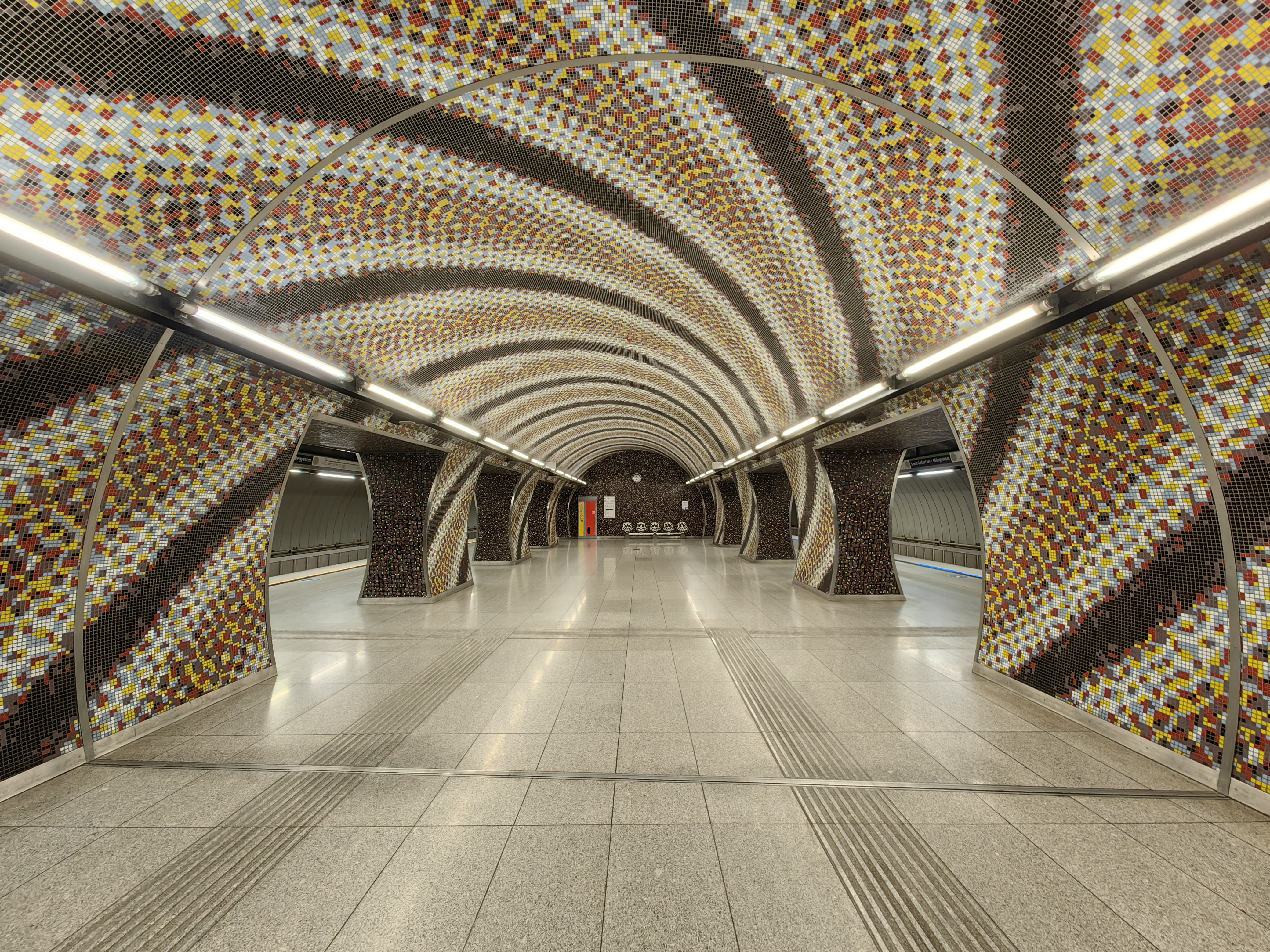
stanice Szent Gellért tér – Műegyetem

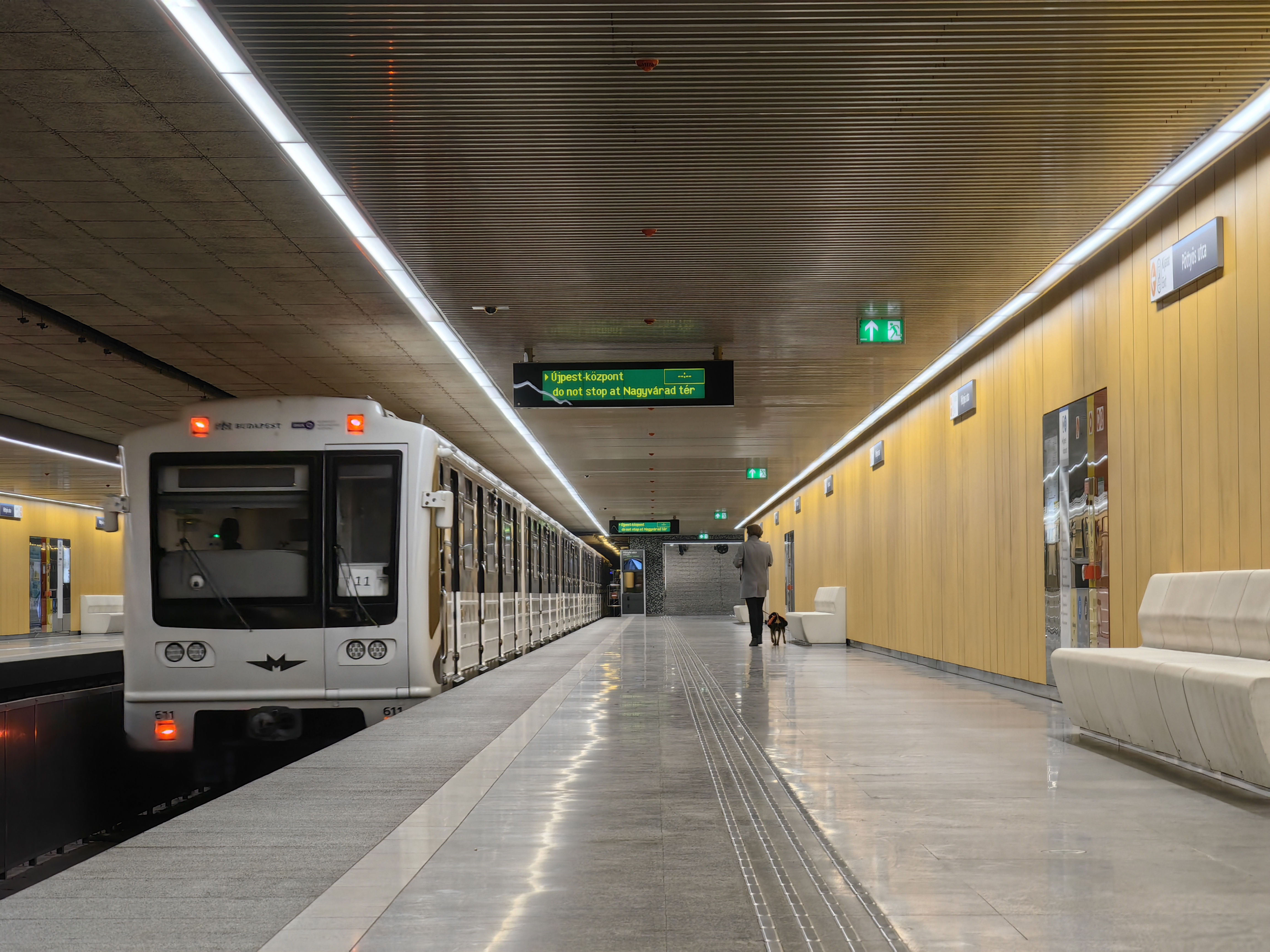
stanice Pöttyös utca po rekonstrukci

Modernizace budapešťského podzemí byla nutná i v dalších letech. V letech 2004–2007 proběhla na lince M2 rozsáhlá rekonstrukce. Později byly pořízeny nové klimatizované vlaky. Výrazně chátrat začínaly ale i další stanice, zejména na lince M3. Interiéry stanic, ale i vestibuly a jejich okolí již dávno nepřipomínaly svůj původní stav, hlavně úseky v centrální části města, ovšem ani na periferii nebyla situace o mnoho lepší. Vozový park ještě tvořily ještě původní vlaky 81-717. V interiérech ošuntělých stanic budapešťského metra byl také natočen maďarský film Kontroll – v češtině Revizoři.
Souběžně s tím již od roku 2004 probíhala výstavba nové linky M4, označované zelenou barvou. Výstavba se neustále zpožďovala a provázela ji korupce. Linka vede z jihozápadní části města na severovýchod, obkroužila tak historické centrum města. Přibyly další přestupní stanice (dříve byla přestupní pouze Deák Ferenc tér) a vznikl přestupní trojúhelník. Linka má zcela jinou koncepci, její stanice i nasazované vozy se oproti ostatním liší zcela radikálně. Jedná se o systém automatického metra. Vlaky jsou řízeny z centrály a nejsou obsluhovány strojvedoucími. V souvislosti s tím vzniklo také nové depo, které se nachází nedaleko konečné stanice Kelenföld vasútállomás. Ke zprovoznění došlo 28. března 2014, ovšem první plány pochází už ze 70. let 20. století. Při průzkumu se ale zjistilo, že v místě plánované linky jsou termální prameny.
V letech 2017–2023 probíhala na lince M3 celková rekonstrukce linky, během které byly postupně rekonstruovány všechny stanice.

## Budoucí rozvoj

### Linka M1
V plánu je prodloužení linky severním směrem ze stanice Mexikói út o jednu stanici k železniční stanici Rákosrendező.

### Linka M3

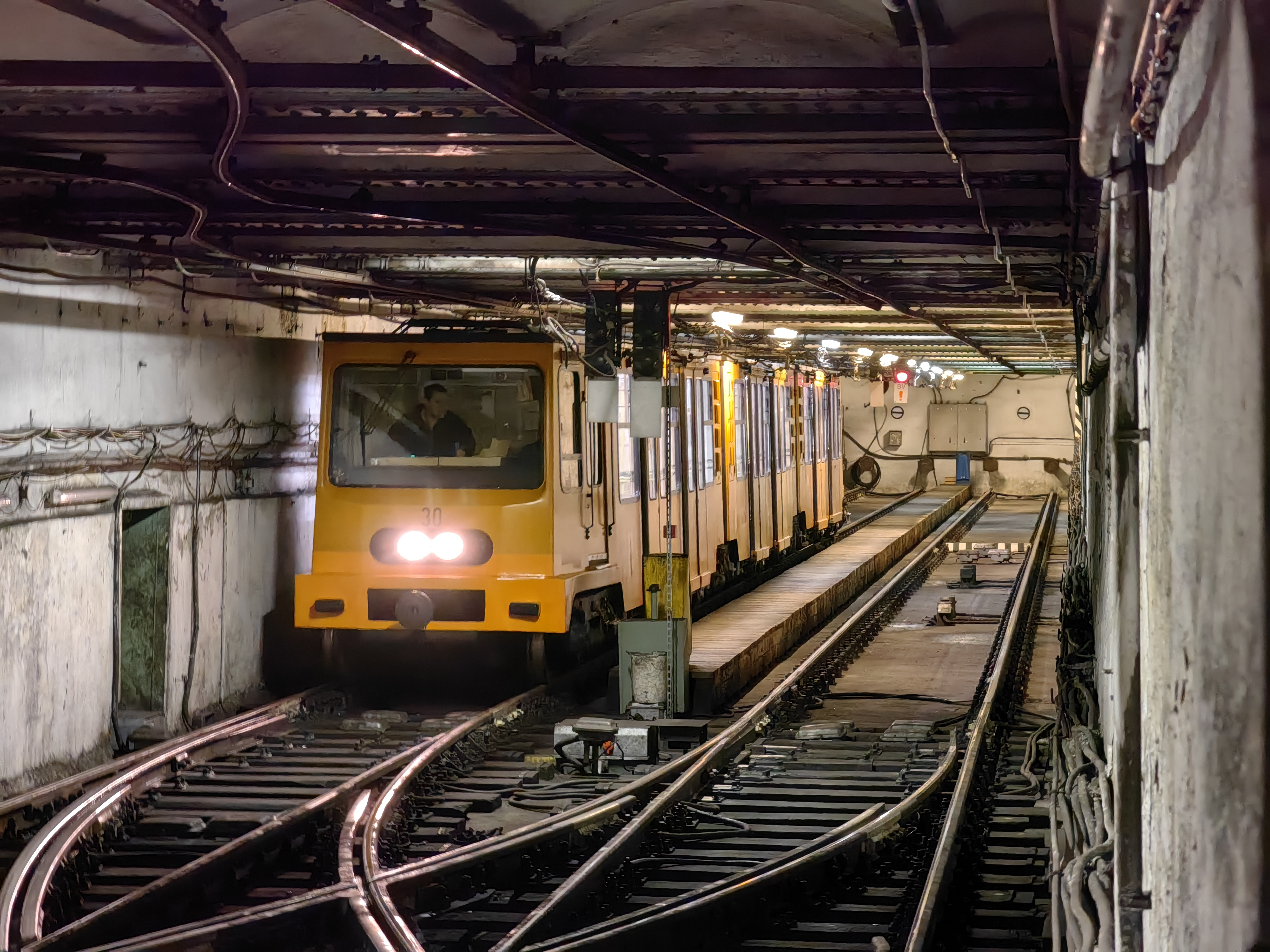
konečná stanice linky M1 Vörösmarty tér.

Existují plány na rozšíření linky metra 3 severním směrem (Káposztásmegyer) a také na prodloužení jihovýchodního konce trasy (Letiště Ference Liszta). Existuje též i možnost rozvětvení jižního konce linky, pravděpodobně někde v oblasti stanice Határ út by začínala druhá větev třetí modré linky.

### Linka M5
Uvažuje se také ale i o další lince, v pořadí již páté. Tato linka má být spojnicí severní linky HÉV do Szentendre a dvou jižních linek HÉV na ostrov Csepel a do Ráckeve. Má vést zhruba rovnoběžně s Dunajem nejprve Budínskou částí města a po přechodu řeky přibližně v úrovni Markétina ostrova mezi mosty Arpád híd a Margit híd Pešťskou částí města, severojižním směrem.

### Příměstská železnice
Místní dopravce (Városi és Elővárosi Közlekedési Egyesület) představil v roce 2006 plán na spojení linky 2 s příměstskou železnicí HÉV vedoucí do města Gödöllő. Přestože s tímto plánem radnice města Budapešti nesouhlasí, existuje možnost, že do roku 2020 bude zrealizován.

## Vozový park
Podzemní dráhu M1 obsluhují třídílné jednotky Ganz. Vzhledem ke stísněnému prostoru mají ve střední části skříně prohnuté rámy (tzv. labutí krky) a kabina strojvůdce nad podvozkem je pouze k sezení.
Na lince M2 jsou v provozu vozy Alstom Metropolis AM5-M2, které nahradily vozy Ev a 81-71 v roce 2013. Na počátku provozu těchto vozů se vyskytly problémy se zabezpečovacím zařízením, kvůli kterému musel být provoz mnohokrát zastaven.
Na lince M3 jsou v provozu vozy sovětské výroby typu Ev a 81-71, avšak s drobnými změnami oproti standardní výbavě, především v prostoru pro cestující. Kromě strojvedoucího tvoří vlakovou četu, ještě pomocník strojvedoucí. V současné době jsou tyto soupravy rekonstruovány na modernější 81-71. 2K.
Na lince M4 jsou v provozu vozy Alstom AM4-M4, které jsou schopny i automatického řízení.

## Linky metra

### Linka M1 (žlutá)
Nejstarší linka podzemní dráhy na evropském kontinentu, zprovozněná k oslavám tisíciletí příchodu Maďarů do Karpatské kotliny.
- Vörösmarty tér (1896)
- Deák Ferenc tér (V 70. letech přebudována v moderním stylu a umožněn přestup na M2 a M3)
- Bajcsy-Zsilinszky út (1896)
- Opera (1896)
- Oktogon (1896)
- Vörösmarty utca (1896)
- Kodály körönd (1896)
- Bajza utca (1896)
- Hősök tere (1896)
  - Állatkert (1896–1973)
- Széchenyi fürdő (1896 povrchová, 1973 podzemní)
- Mexikói út (1973)

### Linka M2

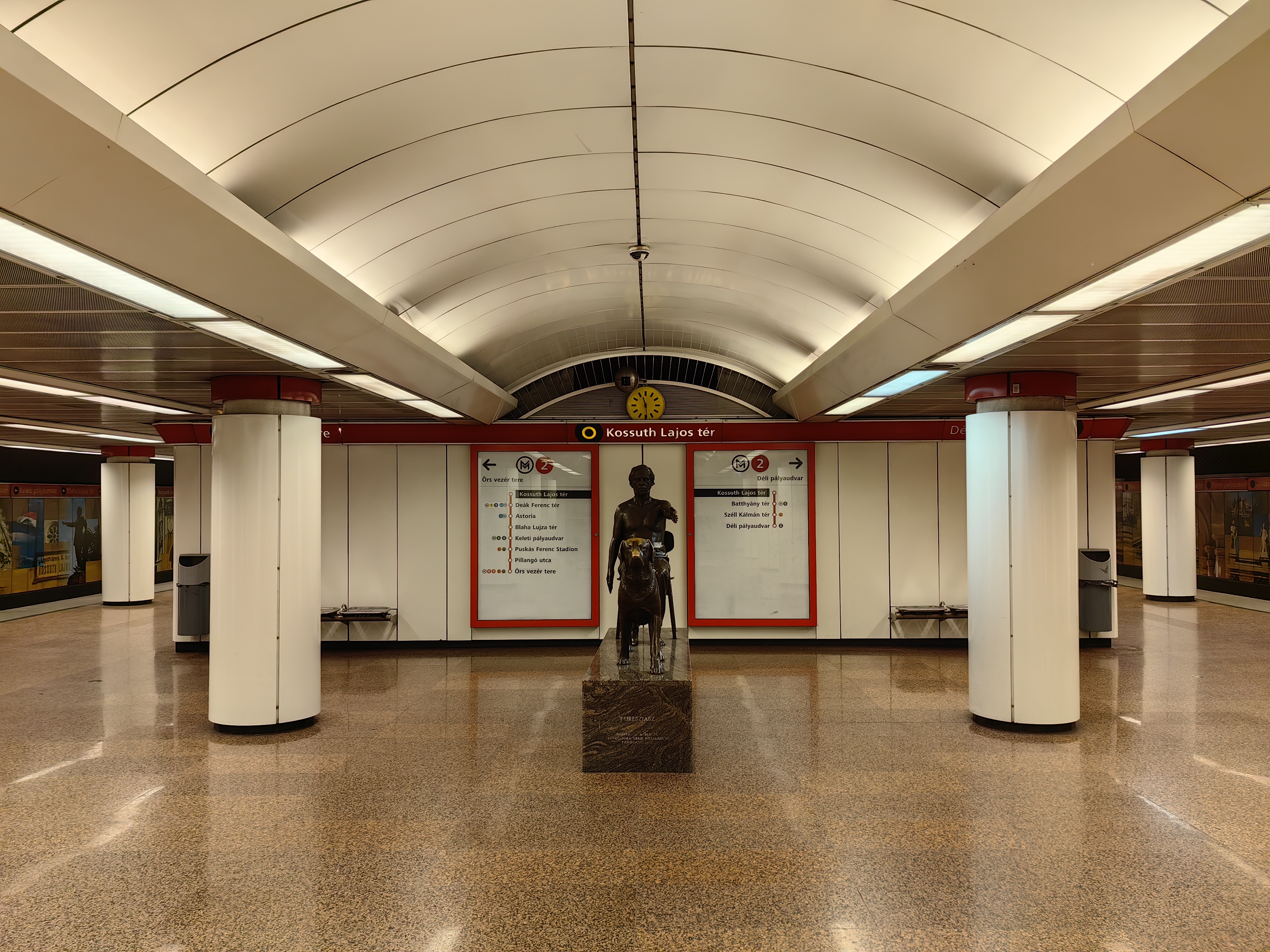
rekonstruovaná stanice Kossuth Lajos tér na červené lince

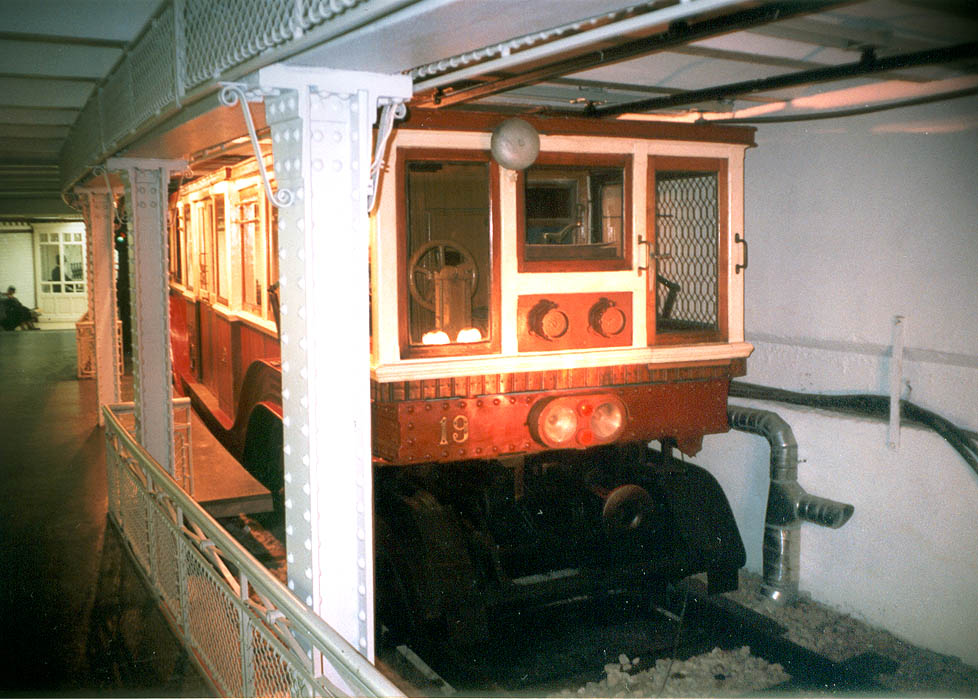
původní vozy podzemní dráhy v muzeu vzniklém v původní stanici Deák Ferenc tér, která byla při výstavbě dalších tras metra přeložena

### Linka M2 (červená)
- Örs vezér tere (1970)
- Pillangó utca (1970)
- Puskás Ferenc Stadion (1970)
- Keleti pályaudvar (1970)
- Blaha Lujza tér (1970)
- Astoria (1970)
- Deák Ferenc tér (1970)
- Kossuth Lajos tér (1972)
- Batthyány tér (1972)
- Széll Kálmán tér (1972)
- Déli pályaudvar (1972)

### Linka M3 (modrá)
Nejdelší linka, vedoucí pešťskou částí města.
- Kőbánya-Kispest (1980)
- Határ út (1980)
- Pöttyös utca (1980)
- Ecseri út (1980)
- Népliget (1980)
- Nagyvárad tér (1976)
- Semmelweis Klinikák (1976)
- Corvin-negyed (1976)
- Kálvin tér (1976)
- Ferenciek tere (1976)
- Deák Ferenc tér (1976)
- Arany János utca (1981)
- Nyugati pályaudvar (1981) (Západní nádraží)
- Lehel tér (1981)
- Dózsa György út (1984)
- Göncz Árpád városközpont (1984)
- Forgách utca (1990)
- Gyöngyösi utca (1990)
- Újpest-városkapu (1990)
- Újpest-központ (1990)

### Linka M4 (zelená)
První úsek linky dlouhý 7,4 km s 10 stanicemi byl otevřen dne 28. března 2014. Vede z jihozápadní části města ze stanice Kelenföld vasútállomás (Budín) do východní části města do stanice Keleti pályaudvar (Pešť).
- Kelenföld vasútállomás (2014)
- Bikás park (2014)
- Újbuda-központ (2014)
- Móricz Zsigmond körtér (2014)
- Szent Gellért tér – Műegyetem (2014)
- Fővám tér (2014)
- Kálvin tér (2014)
- Rákóczi tér (2014)
- II. János Pál pápa tér (2014)
- Keleti pályaudvar (2014)

## Simulátor
Existuje též i simulátor budapešťského metra (podobně jako i pražského); vznikly celkem tři tratě (linky M1, M2 a M3) se všemi stanicemi. Jedná se o dodatek do železničního simulátoru BVE. Simulace však neumožňuje například jiný pohled než z kabiny strojvedoucího, či měnit trasu vlaku, kterou projíždí.

## Budapešťské metro v umění
V budapešťském metru byl natočen film Revizoři (2003), scénář a režie Nimród Antal